# Unid@s Se Puede
Unid@s se puede fue una coalición electoral que presentó una candidatura a las elecciones municipales de 2015 en el municipio de San Cristóbal de La Laguna, en la isla Tenerife. La candidatura nació de la suma de personas y organizaciones que conforman la Asamblea Ciudadana Lagunera, de la que forman parte diferentes partidos políticos como Sí Se Puede, Podemos, Equo e Izquierda Unida, junto a colectivos sociales y personas a título individual.
Esta candidatura la encabeza Rubens Ascanio y en las elecciones municipales consiguió un total de 12.889 votos (18,9%) y 6 concejales, lo que la convierte en la segunda fuerza más votada después de Coalición Canaria (24,4% y 7 concejales) y en la principal fuerza de la oposición en el municipio, actualmente gobernado por un pacto entre Coalición Canaria y PSOE.